# Trälhavet

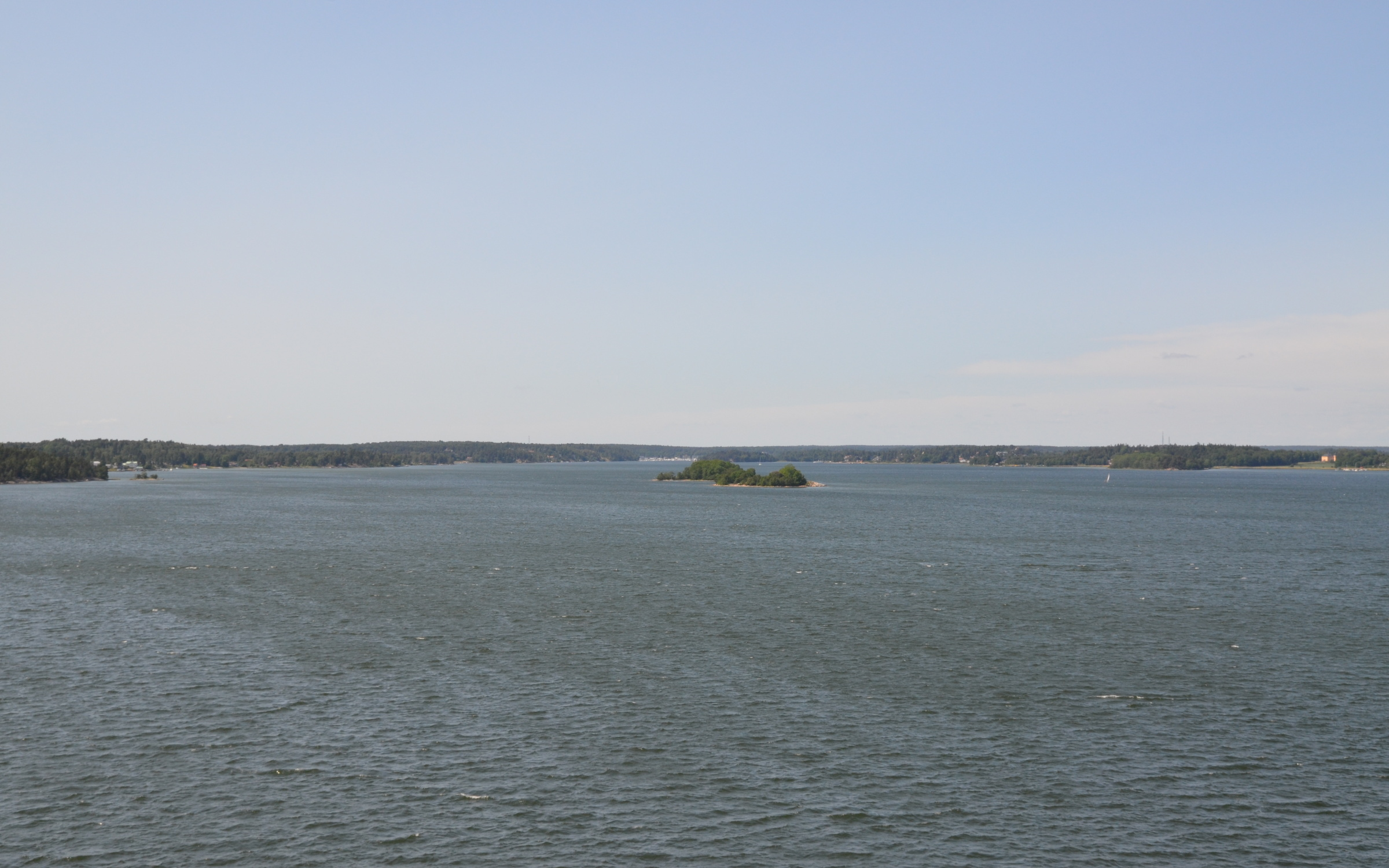
Trälhavet med Trälhavsgrunden i mitten. Till höger skymtar Margretelunds slott.

Trälhavet är en fjärd i Stockholms inre skärgård norr om  Resarö, söder om Åkersberga och väster om Saxarfjärden. Farlederna in till Stockholm går från Saxarfjärdarna över Trälhavet genom antingen Kodjupet eller Oxdjupet.
I Trälhavet förenar sig Furusundsleden och Sandhamnsleden vilka är de stora farlederna för större tonnage från Östersjön till Stockholms hamn. Där utöver mynnar Lerviksleden, en alternativ sträckning av Furusundsleden, ut i Trälhavet. Från den nordvästra delen av Tunaviken vid Åkersberga går Åkers kanal – Långhundraleden norrut. På nordsidan av fjärdens mitt leder Rödbosund in till Säterfjärden.
Namnet Trälhavet, Trælahaff, finns belagt redan från 1400-talet och bestod kanske även av ordet träl i betydelsen "slav", jämför öknamnet Grodhavet om Mälaren.
”Trälhavet” användes även förr som skämtsam benämning på kontorslandskap, framförallt dags- och kvällstidningsredaktioner.